# Ascochytopsis vignae
Ascochytopsis vignae är en svampart som beskrevs av Henn. 1905. Ascochytopsis vignae ingår i släktet Ascochytopsis, divisionen sporsäcksvampar och riket svampar.   Inga underarter finns listade i Catalogue of Life.